# 利根川展
利根川 展（とねがわ まこと、1961年（昭和36年）8月23日 - ）は、日本のテレビプロデューサー。
TBSテレビディレクター、プロデューサーを経て、総合編成本部 アナウンスセンター長を歴任した。
実父は作家の利根川裕。

## 人物
- お茶の水女子大学附属中学校、筑波大学附属高等学校、慶應義塾大学卒業後、1986年に東京放送（TBS）へ入社。
- 深夜帯番組『ワンダフル』ディレクター時代、かつて父の利根川裕が司会を務めていた裏番組『トゥナイト』（ワンダフル放送当時は『トゥナイト2』）に引導を渡したとして話題になった。
- 2008年8月に制作現場から離れ、それまで担当していた番組は安田淳、近藤誠チーフプロデューサーに引き継いだ。
- 2011年6月1日付で編成制作局クロスメディア部長。
- 2013年4月1日付で総務局CSR推進部長[3]。
- 2017年7月1日付で総合編成本部アナウンスセンター長に就任。

## 過去の担当番組

### 演出・ディレクター
- 東京イエローページ
- ワンダフル
- TBS新局舎完成記念特別番組 テレビ新世紀!感動の超有名人300人大集合
- バリキン7 賢者の戦略

### プロデューサー
- アッコにおまかせ!
- はぴひる!
- ワンダフル

### チーフプロデューサー
- ドッカ〜ン!
- アイチテル!
- ヤレデキ!世界大挑戦
- 恋するハニカミ!
- ウンナン極限ネタバトル! ザ・イロモネア 笑わせたら100万円
- 関口宏の東京フレンドパークII
- リンカーン
- オールスター感謝祭（07秋・08春）
- 日本有線大賞
- 日本レコード大賞
- ザ・放送ヲ阻止セヨ!!これ知られたら芸能界明日から生きてけない絶体絶命スペシャル!
- ウチムラセブン